# 多田勇雄
多田 勇雄（ただ いさお、1882年（明治15年）10月25日 - 1966年（昭和41年）11月8日）は、日本の政治家。衆議院議員（1期）、弥寿銀行頭取、朝倉軌道社長。玄洋社社員。弓道家（範士十段）。

## 来歴
福岡県朝倉郡三輪町（現:筑前町）出身。1902年福岡県立中学修猷館（現:福岡県立修猷館高等学校）卒業後、農林業に従事。福岡県議、同参事会員などを務め、弥寿銀行頭取、朝倉軌道社長、帝国農会理事等を歴任した。
1928年の第16回衆議院議員総選挙において福岡1区（当時）から立憲政友会公認で立候補して当選し、衆議院議員は1期務めた。
弓道は1912年から石原七蔵範士に師事し、1937年に大日本武徳会弓道教士、1944年範士。十段。武徳会弓道部理事、全日本弓道連盟福岡支部長等を務めた 。1964年10月15日、東京オリンピックにおけるデモンストレーションの弓道において、全国から選ばれた4人のひとりとして出場した。

## 親族
- 伯父 多田作兵衛（衆議院議員）[3]
- 二男・貞敏の岳父に蔵内鉱業社長・蔵内次郎兵衛